# Джуркуца-де-Жос
Джуркуца-де-Жос (рум. Giurcuța de Jos) — село у повіті Клуж в Румунії. Входить до складу комуни Беліш.
Село розташоване на відстані 345 км на північний захід від Бухареста, 48 км на захід від Клуж-Напоки.